# عبدالسلام محمد
عبدالسلام محمد (انگلیسی: Abdusalam Mohammed؛ زادهٔ ۱۹ ژوئن ۱۹۹۲) بازیکن فوتبال اهل امارات متحده عربی است.